# Gordon Lowe
Sir Francis Gordon Lowe, 2º Baronet (21 de junio de 1884 – 17 de mayo de 1972) fue un tenista británico.
Lowe es mejor recordado por ganar el Campeonato de Australasia en 1915 (donde venció al campeón Horace Rice en la final) y por ganar el World Covered Court Championships (Indoor) en 1920. Lowe también ganó el Torneo de Queen's Club en 1912, 1913 y 1925. Su padre, Sir Francis Lowe, I baronet, fue Miembro del Parlamento, representando a Birmingham Edgbaston. En 1929, Lowe se convirtió en Sir Gordon Lowe, sucediendo a su padre en el título de baronet. El hermano de Gordon, Arthur Lowe, también fue tenista y otro hermano, John, jugó cricket de primera clase.
Fue clasificado como el número 8 del mundo en 1914 por Arthur Wallis Myers de The Daily Telegraph.
En 1910 ganó el título individual en el British Covered Court Championships, jugado en el Queen's Club en Londres, derrotando a su hermano Arthur en la final en tres sets seguidos. Ganó el título individual en Masters de Montecarlo tres veces, en 1920, 1921, 1923, y el South of France Championships en 1923. También compitió en los Juegos Olímpicos de 1912 y los Juegos Olímpicos de 1920.
De 1932 a 1936 fue el editor del Lowe's Lawn Tennis Annual.

## Finales de Grand Slam

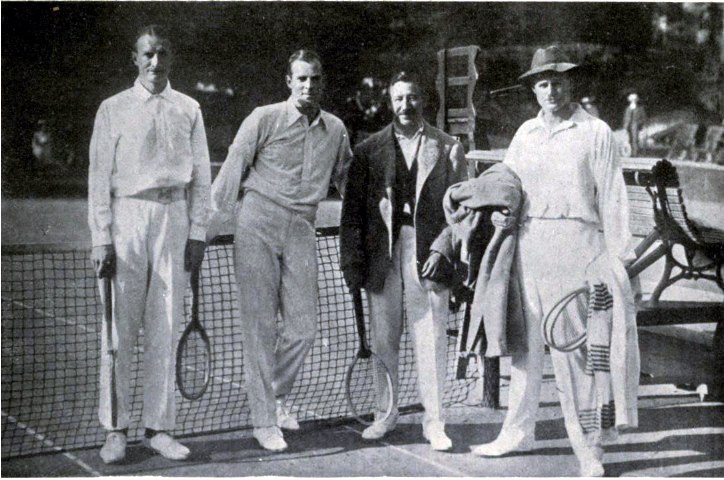
Lowe (izquierda) en Cannes, 1914

### Individuales (1 título)
| Resultado | Año  | Campeonato           | Superficie | Oponente    | Resultado          |
| --------- | ---- | -------------------- | ---------- | ----------- | ------------------ |
| Victoria  | 1915 | Abierto de Australia | Césped     | Horace Rice | 4–6, 6–1, 6–2, 6–4 |

### Dobles (3 subcampeonatos)
| Resultado | Año  | Campeonato           | Superficie | Compañero      | Oponentes                       | Resultado          |
| --------- | ---- | -------------------- | ---------- | -------------- | ------------------------------- | ------------------ |
| Derrota   | 1912 | Abierto de Australia | Césped     | Alfred Beamish | James Cecil Parke Charles Dixon | 4–6, 4–6, 2–6      |
| Derrota   | 1915 | Abierto de Australia | Césped     | Bert St. John  | Horace Rice Clarence V. Todd    | 6–8, 4–6, 9–7, 3–6 |
| Derrota   | 1921 | Wimbledon            | Césped     | Arthur Lowe    | Randolph Lycett Max Woosnam     | 3–6, 0–6, 5–7      |